# Canal Sur Radio
Canal Sur Radio est la principale station de radio publique régionale d'Andalousie. Elle appartient au groupe audiovisuel public Radio y Televisión de Andalucía, organisme dépendant de la Junta de Andalucía. Ses locaux sont installées sur l'Île de la Cartuja, à Séville, au siège même du groupe audiovisuel. Elle est actuellement dirigée par un directeur, Manuel Casal, secondé d'une directrice d'antenne, Margarita Huertas. Canal Sur Radio est actuellement la première en termes d'audience sur l'ensemble du territoire andalou.

## Présentation
La station fut créée en octobre 1988, et commença à émettre à la fin de cette année, dans toute l'Andalousie. Elle fut le premier média public andalou. Sa fondation sera suivie quelques mois plus tard par celle de Canal Sur Televisión. L'offre radiophonique fut complétée ultérieurement par la mise en service de deux stations : Radio Andalucía, qui diffuse depuis 1998 des informations en continu, et Canal Fiesta Radio, créée en 2001, plus musicale et orientée vers un public majoritairement jeune.
Conformément aux objectifs initiaux du groupe RTVA, la station a pour but de favoriser l'accès des Andalous à l'information, et de promouvoir la participation citoyenne. Il s'agit également pour la Junta de générer la naissance et le développement d'une conscience collective andalouse à travers la diffusion de la culture et des valeurs locales.
Canal Sur Radio est une radio généraliste, dont la programmation inclut une grande diversité de programmes. Émissions culturelles et musicales, magazines de société, bulletins d'information toutes les horaires constituent l'essentiel de la programmation quotidienne. L'accent est mis sur la participation des auditeurs à travers des émissions accordant une large place aux interventions des andalous.